# Francesco I da Carrara
Francesco I da Carrara, llamado Francesco il Vecchio (Padua, 29 de septiembre de 1325 – Monza, 6 de octubre de 1393), fue un político y condotiero italiano, señor de Padua desde 1350 a 1388.

## Orígenes y acceso al poder

### Infancia y juventud

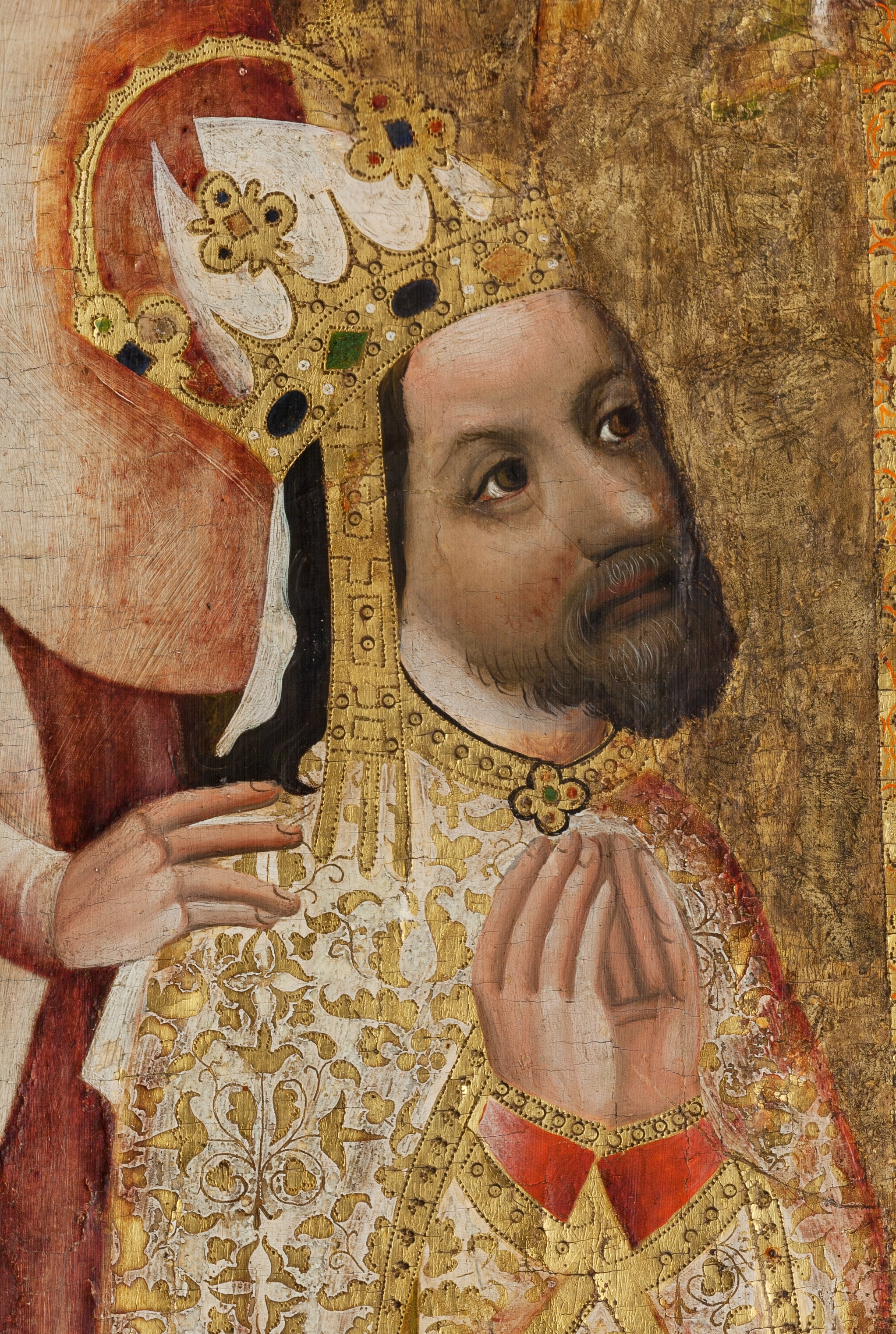
Carlos IV

Nacido en 1325 de Jacopo II (también llamado Giacomo) de la familia Carraresi y Lieta, hija del conde de Montemerlo Marzio Forzatè, se sabe poco de su infancia y adolescencia. Se ha sugerido que nació en Padua y ha vivido en el exilio con su padre, preso en 1327 y obligado a salir de la ciudad por haber tomado partido por el señor de Verona Cangrande della Scala con el fin de derrocar a la Signoria de Padua. Volvió probablemente a Padua en 1340 con su padre, llamado del exilio. Su padre se casó entonces con su segunda esposa Constanza de Polenta con quien tuvo los hijos Marsilio, Nicolà y Carlo Ubertino.

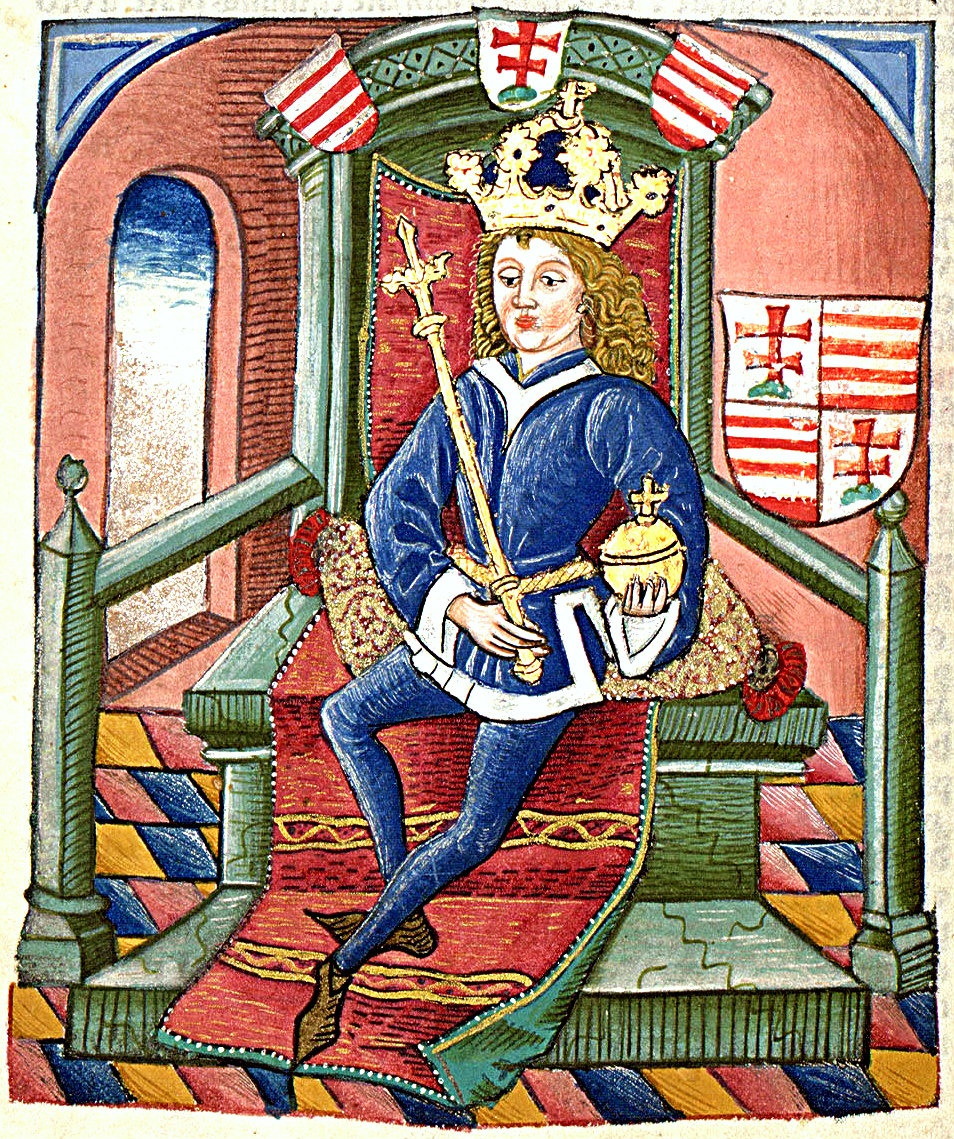
Luis I (Chronica Hungarorum)

En 1345, su padre se convirtió en señor de Padua y casó a Francesco con Fina Buzzaccarini, parte de una importante familia de abogados. Jacopo siguió una política pro-veneciana y fue recompensado en enero de 1346, cuando fue recibido con gran pompa en la ciudad de la laguna con su hijo Francesco y se les otorgó la ciudadanía veneciana, extendida también a futuros hijos y herederos.

### Francesco y su tío Jacopino Señores de Padua
Hasta 1350, ayudó a su padre junto con su tío Jacopino en el gobierno de la ciudad. En diciembre de ese año, Jacopo II fue asesinado y ese mismo día Francisco y Jacopino fueron nombrados señores de Padua por aclamación popular. En los primeros años, la pareja de señores se mantuvo fiel a la alianza con Venecia, y su ejército participó en octubre de 1354 en una liga que la laguna había organizado contra los Visconti, señores de Milán. En esta ocasión, Francisco conoció al emperador Carlos IV en Bassano, y probablemente fue entonces cuando el rey le concedió los honores de vicario imperial, un título que había sido el dominio exclusivo de los señores da Carrara de Padua, y Caballero Imperial.

### Deposición de Jacopino
El éxito de Francesco con el emperador provocó la envidia de Jacopino, y la relación entre los dos se complica aún más con el conflicto entre Fina Buzzaccarini y la mujer de su tío, Margherita Gonzaga, que comenzó a chocar en el problema de la sucesión. Jacopino vino a organizar el asesinato de su sobrino y le confió la tarea a Zambono Dotti. Francesco descubrió la conspiración en el verano de 1355, encarceló a su tío y ejecutó al asesino.

## Antagonismo con Venecia, alianza con Hungría y ambiciones expansionistas

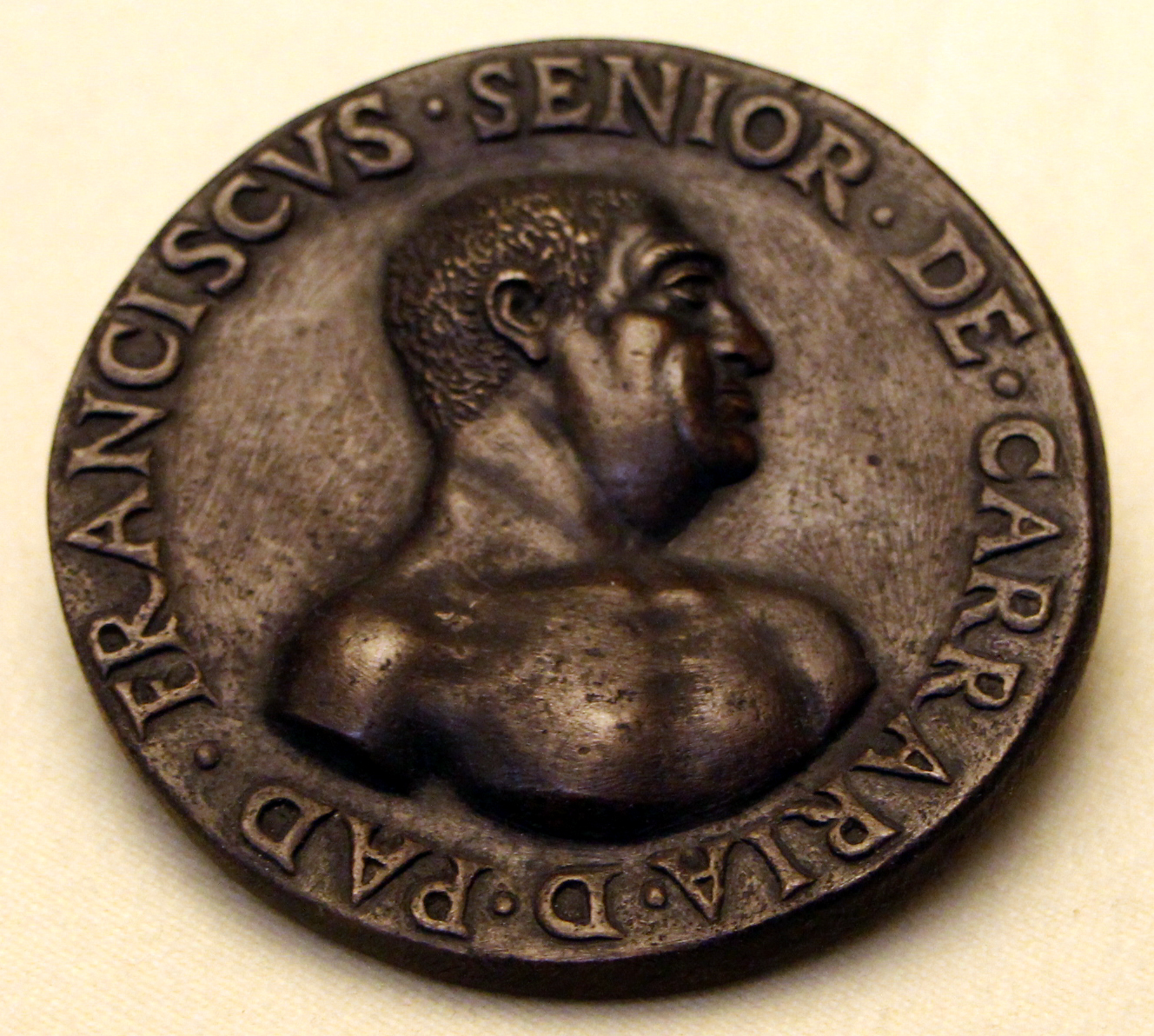
Medalla que representa a Francesco I

### Primera guerra contra Venecia y alianza con Hungría
En 1356, el ejército del rey húngaro Luis I el Grande invadió la parte continental de Venecia, sitió Treviso y empezó a devastar los territorios de Padua. Venecia requiere una contribución demasiado alta cuando Francisco le pidió ayuda y este permaneció aislado. Entonces decide aliarse a los húngaros, dándoles apoyo en Treviso, en el Friul y Dalmacia, donde las tropas Luis buscaban una salida al mar contra los venecianos. El conflicto duró dos años y no trajo ningún beneficio a Padua, los límites de la cual se mantuvieron sin cambios en 1358 después de que la paz se firmó en Zadar, mientras que los húngaros se vieron reconocen los territorios de Dalmacia conquistados.
Por un lado Francesco definitivamente se antagoniza con los venecianos y por el otro se asegura la protección de Hungría, que duraría veinte años. La alianza con Luis inicialmente dio buenos resultados. Cuando en 1360 el emperador Carlos IV le dio al soberano húngaro los pueblos de Feltre, Belluno y Cividale, este se la dio a Carrara, que en tres años vio reforzado su poder. Sin embargo, las relaciones con los venecianos se volvieron cada vez más tensas y Francesco tuvo que erigir nuevos bastiones defensivos en la frontera entre los dos Estados. Una disputa que estalló en 1362 en la isla de San Hilario obligó año después a los paduanos a ceder a la Serenísima la mitad de la isla, con el compromiso de ambas partes no de fortalecer su sector.
Este fue un período de grandes cambios, incluso en la vida privada de Francesco, cuya esposa Fina en 1359 le dio el primer hijo, Francesco Novello, después de que solo le había dado hijas. En esos mismos años se organiza la administración de su vasta propiedad y fue responsable de la división de la tierra y los bienes heredados por sus hermanos, el menor de los cuales, Carlo Ubertino murió joven en 1362 después de embarcarse en una carrera en la iglesia.

### Objetivos expansionistas
No siendo posible fortificar la frontera con Venecia, la gran ambición de Francesco le llevó a dar forma al diseño de extender su poder sobre todo el noreste de Italia. El proyecto atrajo la hostilidad del Duque de Austria Rodolfo de Habsburgo, que a su vez aspiraba a ampliar su territorio en la misma zona. En 1362, Rodolfo aliado con los condes de Gorizia y con Venecia, fomentó la rebelión en el Friul contra el patriarca de Aquilea Ludovico della Torre, un aliado de Carrara, que sólo fue capaz de enviar refuerzos en el otoño de 1363. En la primavera siguiente, las fuerzas de Padua y el patriarcado derrotaron al ejército austriaco y el conflicto terminó en el otoño. En 1365 Rodolfo trató de formar una alianza con el rey de Hungría al casarse su hermano Alberto la hija del rey, pero la boda no se celebró por la oposición de la ciudad de Florencia y la muerte del papa Urbano V. Rodolfo en julio de 1365 terminó la amenaza contra las fronteras del norte de Padua.
Durante estos años desarrolló la colaboración entre Padua y la República de Florencia, ambas ciudades gobernadas por los güelfos. En 1366, Francesco dio un préstamo de 27.000 ducados a Florencia, empeñada en la guerra contra Pisa. En 1370 le prestó otros 10.000 a Lucca, aliada de Florencia. La alianza entre Florencia y Francesco tendría un reconocimiento formal en el año 1370, cuando por los Priori se le concede, a él, a su esposa Fina, y a sus herederos de la ciudadanía de Florencia.

### Segunda guerra contra Venecia
Francesco continuaba hostil a la república de Venecia y en 1370 desvió las aguas hacia el rio Camposampiero que desembocaba en el Trevisano. En 1371 construyó nuevos bastiones en las fronteras con el territorio veneciano y el dogo ordenó el castigo del embargo de los bienes paduanos. En 1372 se estableció una comisión para definir las fronteras entre los dos Estados. Ese mismo año, Venecia frustra un complot de Francesco, que incluía el asesinato de algún noble veneciana hostil a él y tratar de convencer a los nobles descontentos de la laguna para pasar a su lado. La guerra que siguió fue inevitable, y la campaña militar de Padua, apoyada por los húngaros y genoveses, comenzó en el otoño de 1372.
Después de algunas incursiones de ambas partes, el conflicto entró en juego con la llegada de las tropas húngaras, que contribuyeron a una primera victoria de Padua en diciembre. El regreso de las fuerzas venecianas comprometidas en otra parte dio una ventaja a la Serenísima. En febrero de 1373, Francesco entregó Belluno y Feltre a los duques de Austria para obtener su ayuda. En julio, después de perder la fortaleza de Borgoforte, la situación para el pueblo de Padua se volvió crítica. En agosto, Francesco frustró una conspiración contra él organizada por sus medio hermanos Marsilio y Nicolò, que planeaban matarlo financiada por los venecianos. Los conspiradores fueron ejecutados a excepción de Marsilio que se refugió en Venecia. Desalentado, el Carrerese pidió el cese de las hostilidades y tuvo que aceptar las duras condiciones impuestas por los venecianos el 21 de septiembre de 1373.
Se vio obligado a enviar a su hijo Francesco Novello a Venecia como rehén, quien admitió ante el gobierno de la ciudad que la responsabilidad del conflicto estaba en Padua. Se vio obligado a pagar una multa de 280.000 ducados, y a desmantelar las fortificaciones a lo largo de las fronteras, tuvo que conceder privilegios fiscales a los venecianos que tenían propiedades en Padua y separar a los mercenarios que formaban parte de sus tropas. Tuvo que comprometerse a pagar los ingresos exentos de impuestos a Marsilio. La derrota y las duras cláusulas del tratado de paz llevaron a Francesco a desarrollar un obsesivo deseo de venganza.
En aquellos años, la vida familiar de Francesco entró en crisis. Parece que después del nacimiento de Francesco Novello comenzó a tener relaciones extramatrimoniales de las cuales tuvo varios hijos ilegítimos. Se hipotetiza que el primero fue Conte, al que tuvo de Giustina Maconia, quien primero se convirtió en eclesiástico y luego en condottiero. En 1370 tuvo a su hijo natural Stefano, que se convertiría en obispo de Padua. Sus otros hijos ilegítimos fueron jefes militares durante el señorío de Francesco Novello. Su esposa Fina murió en 1378, después de varios años de que la relación con su marido se vio comprometida.

## Reorganización administrativa del señorío y sus intereses personales
A pesar de los frecuentes conflictos en los que se vio involucrado, Carrara se mantuvo atento a los problemas administrativos de Padua y a sus propias finanzas, convirtiéndose en el hombre más rico de la Señoría. En 1362 se promulgó un código legal que había sido compilado por Giovanni Salgardi y se basó en el derecho civil y en la ley de procedimientos. Es diferente del que constaba en el establecimiento de limitaciones para el alcalde y prerrogativas de sus oficiales, para centralizar los poderes que regulan estos cargos según sus necesidades.
Para resolver las finanzas y afirmar la independencia de Venecia, Francesco hizo venir de Florencia monederos que acuñaron monedas de plata de un centavo y los más finos "Carrarini" y "Carrara", que llevan su efigie. Era una fuente de ingresos para él porque por cada marca de plata convertida en dinero percibía alrededor del cinco por ciento. La acuñación de este dinero le dio prestigio al señorío y permitió que Padua prescindiera de las monedas venecianas.
Dio impulso a la industria de la lana con la concesión de la ciudadanía y la exención de impuestos a los artesanos y comerciantes de la industria establecidos en Padua. Aunque esta ordenanza fue diseñada para promover sus propios intereses privados, ya que era de su propiedad el almacén de ropa, un almacén donde todos los tejidos de lana producidas en la ciudad se registraban antes de ser puestos a la venta. Francesco controló los precios y monopolizó la distribución. Para aumentar y mejorar la producción anticipó dinero a los artesanos para la compra de lana en bruto y se reservó el derecho de aprobar las innovaciones en el proceso de fabricación.
Entre 1366 y 1376, prestó más de 140.000 liras a una tasa de interés del veinte por ciento. Sin embargo, su principal fuente de ingresos proviene de las grandes propiedades que tenía en la ciudad y en las zonas rurales, especialmente alrededor de la Reggia Carrarese y el sur de la ciudad, en la zona de las Colinas Euganeas, donde racionaliza los cultivos. Entre sus posesiones al norte, estaban las que provenían de una dote a través del matrimonio y las que habían ido a Carrara después de derrotar a las familias de Dente y Camposampiero.

## La Guerra de Chioggia

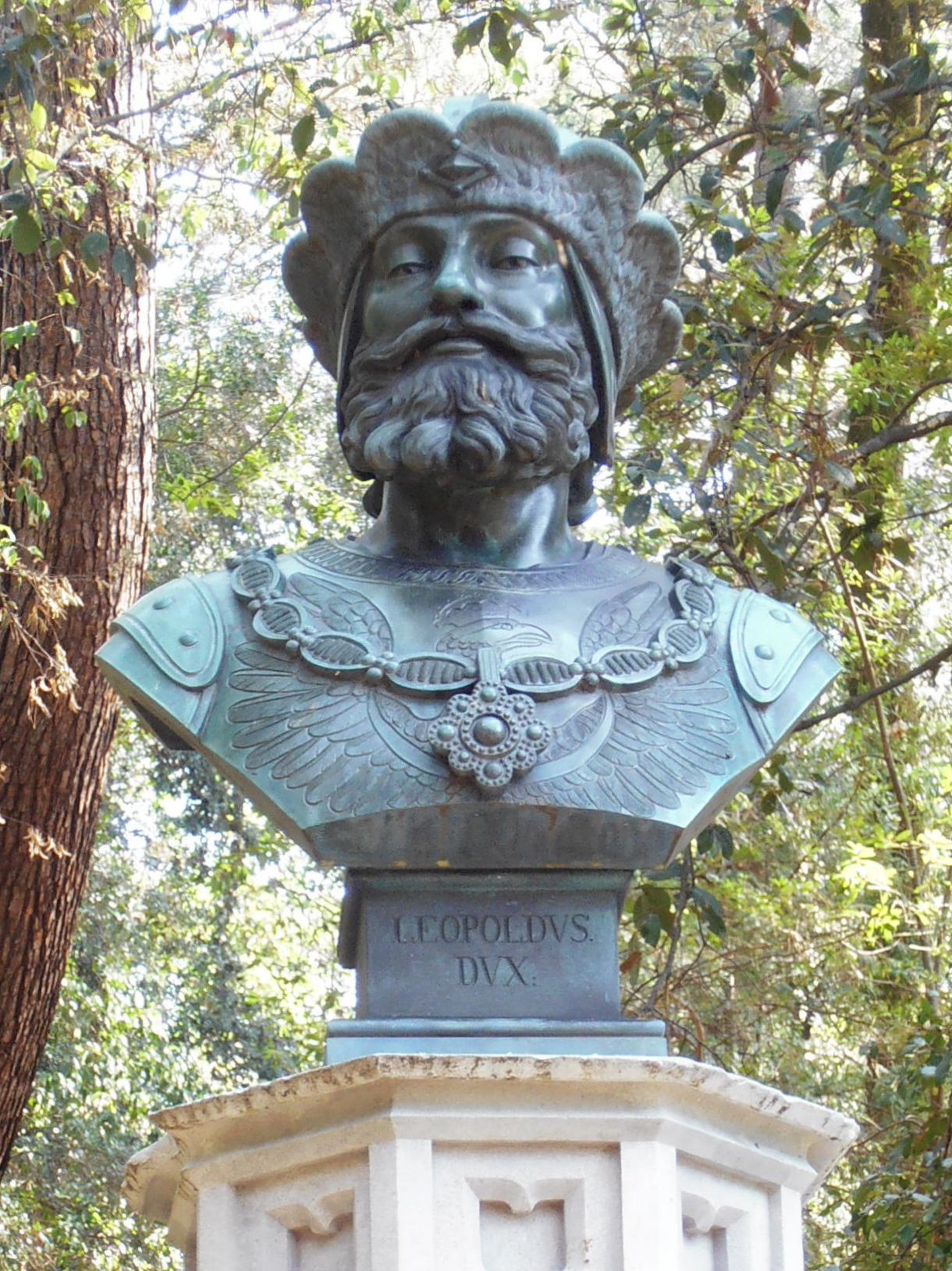
Leopoldo III

En esos años Francesco se prepara para una nueva guerra con Venecia y la oportunidad llegó en 1378, cuando junto con el patriarca de Aquilea y el rey de Hungría apoyó la República de Génova contra Venecia en la guerra de Chioggia. La liga anti-veneciana se formó en abril de ese año y los intentos diplomáticos para detener el conflicto, que comenzó en junio de 1378, fueron en vano.
El frente veneciano del conflicto se dividió en una serie de ataques por mar y tierra contra las defensas de la laguna. Francesco dirigió personalmente a las tropas de Padua, que atacaron las defensas sureñas de Chioggia e hicieron incursiones en el área de Treviso. El primer año de la guerra vio las victorias de la liga y en agosto de 1379 Chioggia fue ocupada por los paduanos y genoveses, lo que obligó a los venecianos a buscar la paz. Los aliados de la liga rechazaron cualquier compromiso y el conflicto continuó. Con el regreso de los barcos estacionados en el Este y la asunción del mando por Vettor Pisani, los venecianos volcaron el destino de la guerra. En junio de 1380, los soldados genoveses que ocuparon Chioggia, asistidos por varios paduanos, fueron obligados a rendirse. Los de Carrara sitiaron entonces a Treviso y los venecianos, para evitar que terminara en manos de los paduanos, cedieron la ciudad al duque de Austria Leopoldo III de Habsburgo.
Después de varios intentos para restablecer la paz, para persuadir a las partes en conflicto a deponer las armas fue la mediación de Amedeo VI de Saboya, la que llevó al acuerdo de paz firmado en Turín el 8 de agosto de 1381. El compromiso que dio como resultado devolvió las fronteras donde estaban antes del conflicto, los prisioneros fueron intercambiados y los botines de guerra fueron devueltos a los dueños. Padua volvió a poseer algunos derechos perdidos en el año 1373: los propietarios de tierras venecianas en el Señorío tuvieron que pagar impuestos a Carrara, la cláusula con la que Marsilio da Carrara recibió su patrimonio libre de impuestos fue abolida. Padua también obtuvo permiso para fortificar las fronteras.

## Afianzamiento Paduano 1384-1387

### Adquisición de Treviso

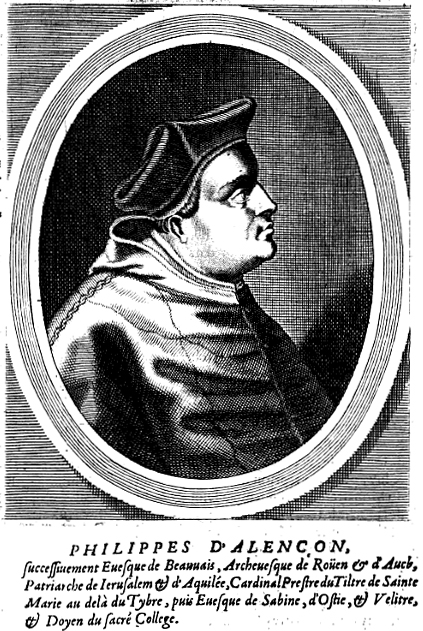
Philippe d'Alençon

Francesco todavía quería tomar posesión de Treviso, y continuó en los años siguientes haciendo todo lo posible por arrebatarle el control de los Habsburgo, ponerlo bajo asedio y devastar los territorios de la marca. Cuando los Trevisanos estaban a punto de capitular, Leopoldo III entró en Treviso en mayo de 1383 bajo el mando de sus soldados. El duque austriaco se dio cuenta de que no podía mantener la ciudad bajo su control y le entregó a Carrara: Treviso, Ceneda, Feltre y Belluno, después de pagar 100.000 ducados. El 4 de febrero de 1384, Francisco entró triunfalmente en Treviso. Para ganarse el favor de los habitantes, alentó a los artesanos y comerciantes locales ofreciendo dinero en préstamo y exenciones de impuestos. Hizo que algunos burócratas fueran transferidos a Treviso para estandarizar las leyes de Padua y controlar el gobierno local.

### Guerra de sucesión al Patriarcado de Aquileia
Galvanizado por la conquista de Treviso, Francisco tomó el proyecto de expandir sus territorios hacia el noreste, donde el nombramiento como patriarca de Aquilea del noble francés Felipe II de Alençon en 1381 había causado una discordia seria entre Údine y Cividale, que competían por la supremacía en el Estado. El Patriarca se puso de parte abiertamente de Cividale, provocando la reacción furiosa de los udinenses que lo obligaron a huir. Fue el comienzo de la guerra de sucesión al Patriarcado, que pronto dividió a la aristocracia friulana en dos. Junto a Cividale y sus aliados se reunieron Carrara y el Reino de Hungría, mientras Údine se alió con los Scala de Verona y los venecianos en la liga llamada feliz unión.
La intervención del ejército de Carrara obligó a los udinenses a rendirse en febrero de 1385. Ese mismo mes, Venecia entró en el conflicto, mientras que el señor de Verona, Antonio della Scala, se unió a Údine el 18 de mayo de 1385. Ambas ciudades vieron con preocupación la expansión de Padua, en particular Venecia, que vio su comercio con el norte cortado. [5] La intervención de Scala llevó en agosto a Francesco a aliarse en una liga anti-veronesa con el Señor de Milán Gian Galeazzo Visconti, abriendo un frente occidental del conflicto. Hacia el final del año, las tropas de Padua se lanzaron al ataque tratando de conquistar varios municipios importantes en el Friul, pero la campaña terminó después de algunos éxitos estériles iniciales.

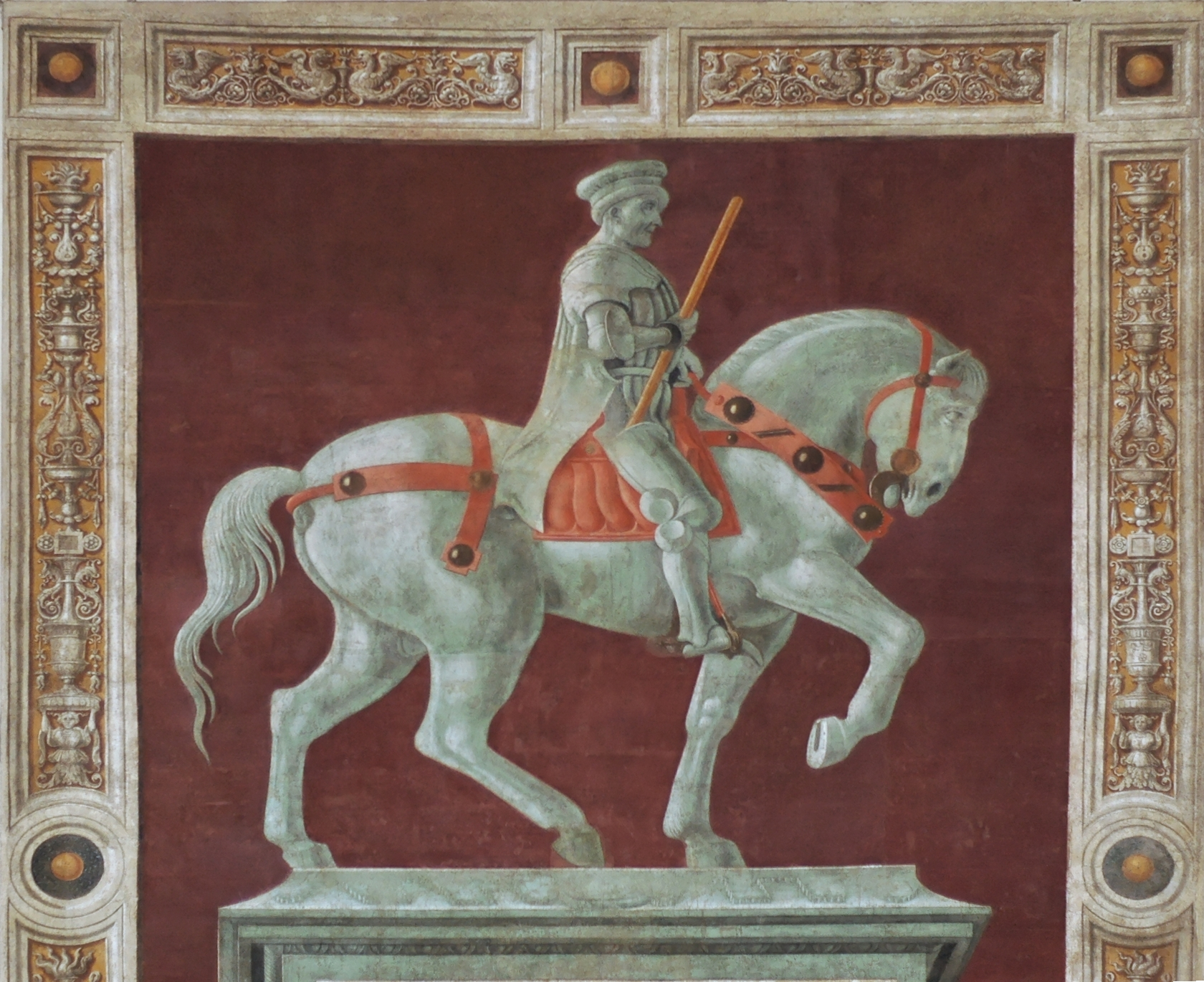
John Hawkwood por Paolo Ucello en el Duomo de Florencia

### Victorias contra Verona y decadencia de Carrara
Después de un período de estancamiento, al año siguiente la guerra fue reanudada por los Scala, cuyo ataque fue reprimido por los paduanos a las puertas de la ciudad en la batalla de Brentelle. La incertidumbre inicial de esta sangrienta batalla se resolvió a favor de los de Carrara, cuyas tropas obligaron a los Veroneses a retirarse el 25 de junio de 1386. La victoria de Brentelle destacó las debilidades de los Scala, y al año siguiente fue el Padua la que atacó al señorío Veronés. La batalla de Castagnaro tuvo lugar el 1 de marzo de 1387 en la ciudad que se encuentra a pocos kilómetros al sur de la capital de Verona. Las tropas de Verona estaban comandadas por los condotieros Giovanni Ordelaffi de Forli y Ostasio da Polenta de Rávena, mientras que las de Padua fueron dirigidas por el capitán británico John Hawkwood (Giovanni Acuto) y Francesco Novello de Carrara, hijo del señor de Padua. La batalla es considerada la mayor victoria de Giovanni Acuto, quien ejecutó una trampa y derrotó a los veroneses después de fingir que se retiraba.

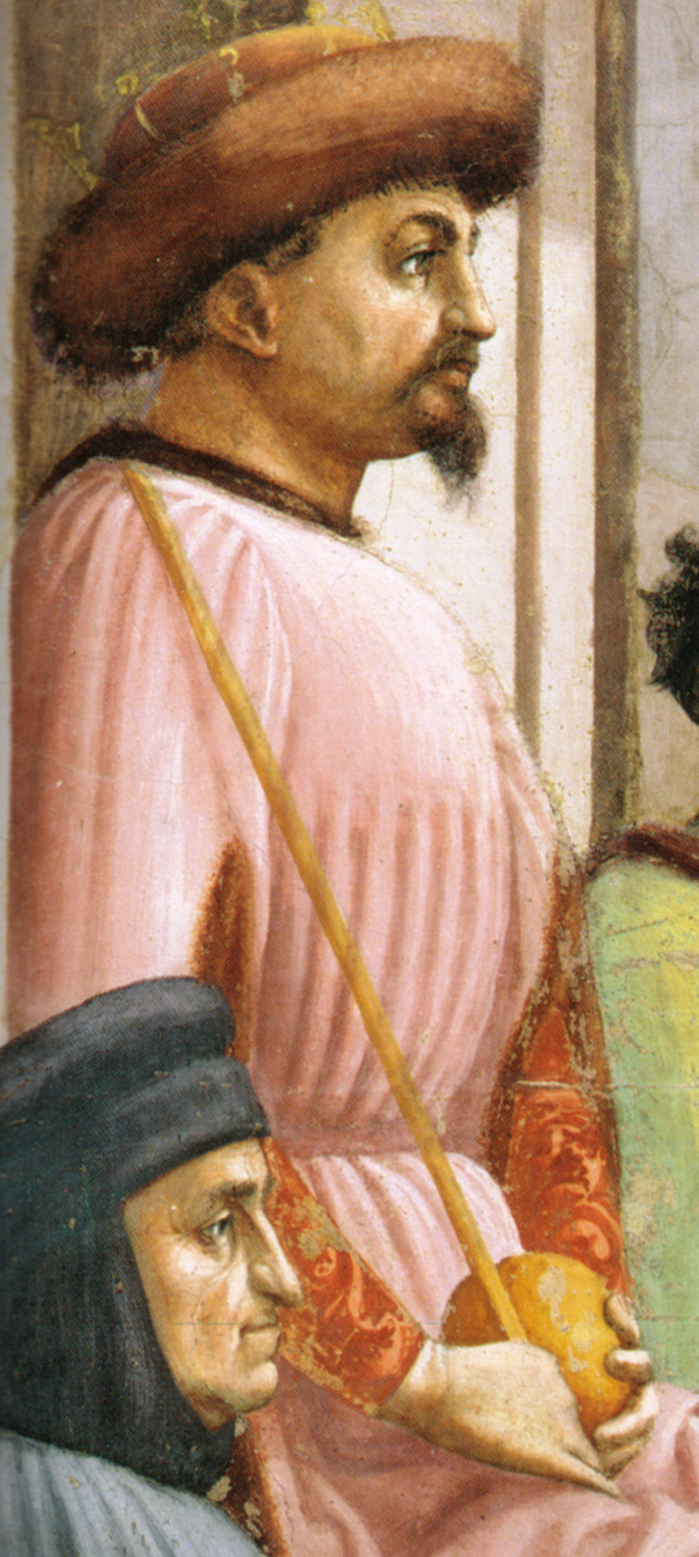
Gian Galeazzo Visconti por Masaccio

La derrota de Castagnaro marcó el final de la larga hegemonía de los Scala, quienes después de unos meses habrían sido expulsados de Verona por las tropas de los Visconti. El señor de Verona Antonio della Scala encontró refugio con su suegro Guido III da Polenta, señor de Rávena, mientras que el resto de la familia se refugió en Italia y Alemania. El gran éxito obtenido resultó ser una victoria pírrica para los Carrareses, quienes acordaron la división de los territorios de Verona con Gian Galeazzo Visconti. Este último no cumplió sus promesas, y después de la expulsión de la familia Scala, así como la victoria sobre Verona, que mantenía también Vicenza, que en ese momento era parte del señorío Veronés y que había sido prometida a Francisco I de Carrara. A la traición de los Visconti se agregó la del general Ugolotto Biancardo, que era jefe de la guarnición carreresa en Vicenza y ordenó a los suyos que abandonaran la ciudad.

## Lucha con Milán, derrota y años finales

### Abdicación de Francesco y toma de Padua por los Visconti
Con las finanzas reducidas al extremo por las muchas guerras incurridas, en 1387 el señorío Padua perdió a su aliado Felipe de Alençon, que regresó a Francia, y se quedó aislada finalmente, después de que sus aliados tradicionales como Florencia se declararon neutrales. El intento de los Carrara de llegar a un acuerdo con Venecia contra los Visconti, fue frustrado por este último el 29 de mayo de 1388, cuando hizo un pacto con los venecianos para reducir a Carrara y dividir sus dominios. En el tratado de alianza, se determinó que los milaneses conducirían operaciones militares financiadas por los venecianos, el primero se quedaría Padua y tendrían que ser entregados Treviso y Ceneda a los segundos. Francesco se vio obligado a renunciar al señorío en favor de su hijo Francesco Novello y se trasladó a Treviso en espera de los acontecimientos.
La campaña militar de Visconti fue capitaneada por Jacopo Dal Verme y Francesco Delfino. La defensa del lado paduano no pudo contener al enemigo que tomó posesión del Castel Caro. Considerando que el equilibrio de fuerzas le era desfavorable, Francesco Novello en noviembre de 1388 llegó a un acuerdo con los milaneses de aceptar la entrega de Padua, Treviso, Ceneda, Feltre, Belluno y todos los territorios subordinados. Los milaneses se encontraron por tanto con el control de la mayor parte del norte de Italia y Venecia recuperó la posesión de sus territorios, así como Ceneda y una parte de la zona rural de Padua.

### Rendición, traslado a Lombardía y muerte en prisión
Un mes después de la caída de Padua, y no pudiendo resistir las fuerzas enemigas, también sucumbió Treviso y el mismo Francesco a los oficiales del ejército Visconti. Primero lo llevaron a Verona y luego a Como, donde fue encarcelado. Después de haber sido encerrado en algunas prisiones de Lombardía, Francesco el Viejo murió en la fortaleza de Monza el 6 de octubre de 1393. Francesco Novello, que había asumido el control de Padua en junio de 1390, había hecho arreglos con los milaneses para el regreso a la tierra natal de su padre en 1392, lo que no se había respetado. Después de haber sido enterrado por un corto tiempo en Monza, su cuerpo se trasladó a Padua, donde fue enterrado con gran pompa en el baptisterio de la catedral de la ciudad.

## Mecenazgo
Protector de los hombres de letras y artistas, fueron llamados a Padua, el jurista Baldo degli Ubaldi, otorga protección al  médico y científico Giovanni Dondi dell'orologio, y al escritor Giovanni Conversini.
Fue amigo de Petrarca, quien le dedicó el tratado De Príncipe y dejó el legado de una Virgen pintada por Giotto. El príncipe dio a Petrarca, el señorío de Arquà, donde pasó los últimos años de su vida.